# Agriornis murinus
Az Agriornis murinus  a madarak (Aves) osztályának verébalakúak (Passeriformes) rendjébe és a királygébicsfélék (Tyrannidae) családjába tartozó faj.

## Rendszerezése
A fajt Carl von Linné svéd természettudós írta le 1766-ban, a Pepoaza nembe  Pepoaza Murina néven.

## Alfajai
- Agriornis montanus insolens P. L. Sclater & Salvin, 1869
- Agriornis montanus intermedius Hellmayr, 1927
- Agriornis montanus leucurus Gould, 1839
- Agriornismontanus maritimus (Orbigny & Lafresnaye, 1837)
- Agriornis montanus montanus (Orbigny & Lafresnaye, 1837)
- Agriornis montanus solitarius P. L. Sclater, 1859[2]

## Előfordulása
Dél-Amerikában, Argentína, Bolívia, Paraguay és Uruguay területén honos. Természetes élőhelyei a szubtrópusi és trópusi síkvidéki száraz gyepek és bokrosok, valamint szántóföldek és legelők. Vonuló faj.

## Megjelenése
Testhossza 19 centiméter, testtömege 30 gramm.

## Természetvédelmi helyzete
Az elterjedési területe rendkívül nagy, egyedszáma pedig stabil. A Természetvédelmi Világszövetség Vörös listáján nem fenyegetett fajként szerepel.